# Norton AntiVirus
Norton AntiVirus je antivirový program firmy Gen Digital. Zabezpečuje a kontroluje emailové zprávy, chatové zprávy a všechny soubory automatickým odstraňováním virů, červů a trojských koní. Funkce nové verze detekují i některá nevirusová ohrožení jako například spyware. Program obsahuje funkci skenování komprimovaných souborů před otevřením. Umožňuje automatické stahování aktualizací virové databáze pomocí vlastní služby LiveUpdate. Blokování červů a skriptů dokáže zabránit infekci systému i viry, na které dosud nebyly vytvořeny detekční údaje.